# 小野小町
小野小町（日语：／ Ono no Komachi）是日本平安时代早期著名的女和歌歌人，是「六歌仙」和《古今和歌集》收录作者中的唯一女性，著有《小町集》。

## 生平及传说
小野小町的父母不明，總共有三種說法：其一是出羽國郡司小野良真的女兒、其二是小野篁的女兒、其三是小野滝雄的女兒。傳說出生於現在的秋田縣湯澤市小野（舊雄勝郡雄勝町小野）。其生平不详，民间有傳說指她曾是仁明天皇的后宫更衣。相传容貌美豔绝伦，使小町成为后世美女的代称。
在著名的「百夜通」传说中，深草少将深深爱慕着小町。小町告诉他：如能风雨无阻地连续拜访她一百个夜晚，她就答应作他的情人。少将连续拜访99夜，最后一夜遭遇风雪，在路上冻死（一说因风雪未能完成许愿，伤心而死）。小町听到死讯，大为悲伤。另外，小町年迈后怀念昔年的美貌、荣华和众多追求者也是一个日本文学中著名的意象。这些成为后世文学作品的题材。特别是能剧中有《卒都婆小町》、《关寺小町》等，合称「七小町」。

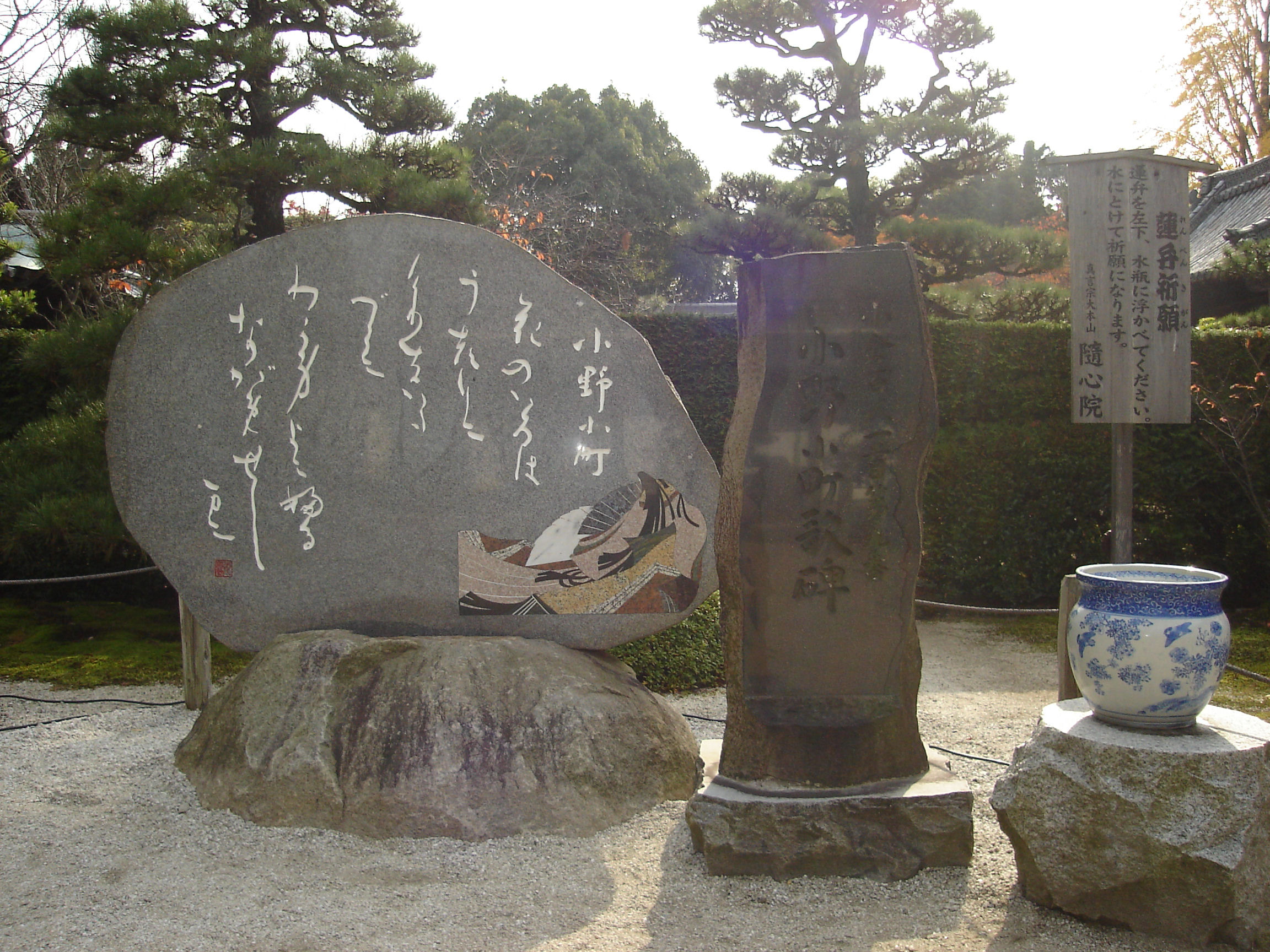
京都随心院的小野小町歌碑

传说中，小町晚年居于京都隨心院，今存小町歌碑、妆井、文冢等。另外日本秋田新幹線列车的暱稱“小町”，也是为了纪念她。

## 作品
其和歌的题材多男女之爱，特别是暗恋和咏梦。风格鲜丽哀婉。
其最著名的一首（出自《小倉百人一首》）：
|  | 中译：好花转瞬即飘零，只恨空空渡此生。伤心红泪何所以？连绵细雨不能晴。 |

## 外部連結
- 大日本史　列女傳 小野小町 （页面存档备份，存于）